# Ľubeľa
Ľubeľa – wieś (obec) na Słowacji, położona w powiecie Liptowski Mikułasz. Miejscowość leży w odległości około 10 km od Liptowskiego Mikułasza oraz 16 km od Rużomberka.
Wieś powstała w 1924 roku z połączenia wsi Kráľovská Ľubeľa i Zemianska Ľubeľa. W dokumentach Ľubeľa wymieniana jest od 1278 roku.